# Perciforme
Perciforme, numit de asemenea, Percomorphi sau Acanthopteri, este unul dintre cele mai mari ordine de vertebrate, conținând aproximativ 40% din toți peștii osoși.

## Legături externe
Materiale media legate de Perciformes la Wikimedia Commons